# Hugh Viney
B.H.M. Viney, conegut com a Hugh Viney   (Dorking, 1914 - juliol 1991) va ser un pilot de motociclisme anglès que va destacar en competicions de trial i enduro durant les dècades del 1940 i 1950, sempre com a pilot oficial d'AJS. Entre altres èxits, va guanyar el British Experts Trial el 1948 i els Sis Dies d'Escòcia de Trial quatre anys, tres de consecutius (1947 a 1949 i 1953). El seu rècord de quatre victòries en aquesta prova va romandre imbatut fins que Sammy Miller el superà el 1968 i el de tres victòries consecutives no fou igualat fins al 1972, per Mick Andrews.
Viney va destacar també com a membre de l'equip britànic per al Trofeu dels Sis Dies Internacionals (ISDT, actualment anomenats ISDE). Va ser-ne el capità en alguna ocasió i va col·laborar en la victòria britànica cinc anys (1948 a 1951 i 1953), a més d’obtenir-hi un total de set medalles d'or entre el 1948 i el 1954.

## Biografia
Nascut a prop de Dorking (Surrey) el 1914, Hugh Viney va servir de jove com a sergent a la Segona Guerra Mundial, on va fer d'instructor de motociclistes al Royal Corps of Signals i va perfeccionar les seves habilitats en conducció fora d'asfalt als Penins i als erms de Yorkshire.
Al llarg de la seva carrera va competir sempre amb les AJS que fabricava l'Associated Motor Cycles (AMC) de Londres, on treballava de pilot de proves i director esportiu. Viney havia deixat la seva feina com a aparellador d'un ens de govern local per a entrar a l'empresa. Qualificat sovint com a una persona distant, reservada i seriosa, tenia un gran talent per a descobrir noves promeses. Viney va fitxar per a l'AMC pilots del nivell de Gordon Jackson, Dave Curtis, Vic Eastwood, Mick Andrews o Rob Edwards. Fou també el màxim responsable del desenvolupament de les AJS de trial, començant pel Model 16 (amb el qual va guanyar els seus primers Sis Dies d'Escòcia el 1947, l'any del seu debut a la prova).
A l'octubre de 1964, Viney va deixar la seva feina de directiu d'AMC i es va dedicar a vendre vehicles BMW.

## Palmarès
- 4 victòries als Sis Dies d'Escòcia de Trial (1947-1949, 1953)
- 1 victòria al British Experts Trial (1948)
- 5 victòries al Trofeu dels ISDT (1948-1951, 1953)
- 7 medalles d'or als ISDT